# Зет (место)
Зет (њем. Seeth) општина је у њемачкој савезној држави Шлезвиг-Холштајн. Једно је од 132 општинска средишта округа Нордфризланд. Према процјени из 2010. у општини је живјело 691 становника. Посједује регионалну шифру (AGS) 1054119.

## Географски и демографски подаци
Зет се налази у савезној држави Шлезвиг-Холштајн у округу Нордфризланд. Општина се налази на надморској висини од 3 метра. Површина општине износи 13,6 km². У самом мјесту је, према процјени из 2010. године, живјео 691 становник. Просјечна густина становништва износи 51 становник/km².